# IC 4681
IC 4681 — галактика типу * (зірка) у сузір'ї Стрілець.
Цей об'єкт міститься в оригінальній редакції індексного каталогу.